# Coenia curvicauda
Coenia curvicauda – gatunek muchówki z rodziny wodarkowatych i podrodziny Ephydrinae.
Gatunek ten opisany został w 1830 roku przez Johanna Wilhelma Meigena jako Ephydra curvicauda.
Muchówka o ciele długości od 2,5 do 3 mm, ubarwionym czarno włącznie z przezmiankami. Odnóża mają stopy z zakrzywionymi pazurkami i przylgami. Odwłok cechuje się dużym hypopygium, w stanie zamkniętym sięgającym drugiego jego segmentu.
Owad znany z Wielkiej Brytanii, Niemiec, Danii, Szwecji, Szwajcarii, Austrii, Polski, Litwy, Estonii, Czech, Słowacji, Węgier, wschodniej Palearktyki i nearktycznej Ameryki Północnej.